# 埃利邁斯王國
埃利邁斯 或 埃蘭邁斯 （古希臘語：Ἐλυμαΐς ，該詞是古名埃蘭的希臘語變化而來），又譯厄里買，是存在于前2世紀—3世紀的一個自治王國，曾长期作为安息帝國的屬國。埃利邁斯王國坐落於波斯灣頂端的蘇錫安那地區，即今日伊朗胡齊斯坦一帶。王國境內主要人口很可能都是古代埃蘭人後裔，這些人脫離異族統治再度掌控了當地區域。

## 概要
埃利邁斯人以熟練的弓箭手出名，在前187年塞琉古帝國安條克三世劫掠當地柏爾神廟時，他們發起暴動殺了這位國王。後來根據次經《瑪加伯上卷》的記載，埃利邁斯該地區以「富有金銀著名」，並且提到這座「城市」引起當時塞琉古帝國安條克四世極大興趣。該書提到埃利邁斯是座城市，並提到：
|                         | 安提約古（安條克四世）王出巡高原時，聽說在波斯有一座城，名叫厄里買（埃利邁斯），以富有金銀著名。城中的廟宇很富，並且還有金盾鎧甲和武器，都是馬其頓王斐理伯（腓力二世）之子希臘首任國王亞歷山大遺留下的。他便來到那裏，想攻佔那城，但沒有成功，因為城裏的人早已知道他的來意，竟起來與他交戰。他臨陣逃走，狼狽地離開那裏，回到巴比倫。 |
| ——《瑪加伯上》，6.1-6.4 | |

現代猶太歷史學者烏里爾·拉帕帕波特（Uriel Rappaport）認為《瑪加伯上》的作者誤寫了，因為埃利邁斯不是城市而是一個地區，而且亞歷山大大帝遺留給埃利邁斯財寶的這個故事，僅僅只在《瑪加伯上》有提到，其他史書皆無相關記載。
到了前二世紀世中業，隨著塞琉古帝國陷入內戰並且安息帝國趁機奪取了巴比倫尼亞，大約在前147年前後，埃利邁斯人建立王國自立，領地以今日胡齊斯坦地區為中心，包括古代埃蘭故地。儘管因為史料缺乏，過去的歷史學者誤以為埃利邁斯人屬於波西斯王國或安息帝國的領土，但新的證據顯示埃利邁斯人不僅建立自治政權，還曾與波西斯人和安息人敵對。此外一些證據說明埃利邁斯人可能是埃蘭人後裔，語源學上「埃蘭」和「埃利邁斯」兩詞相近，埃利邁斯可能是「埃蘭」一詞在希臘文中的轉寫，而在巴比倫阿卡德語的文獻中提到「埃利邁斯」為「埃蘭」，其人民為「埃蘭人」。埃利邁斯人持續信仰著另一個非伊朗人的神靈、宗教，可能是古代埃蘭式傳統宗教。
埃利邁斯王國疆域至少還包含三個地區，如馬薩巴提斯（Massabatice，後來的Masabadhan）、伽比埃奈（Gabiane）和戈爾比埃奈（Corbiane）等。首府蘇薩坐落於埃利邁斯王國東部。到了公元一世紀晚期，大約在公元76年時，統治埃利邁斯王國的卡姆納斯基雷斯王朝終結，接著由統治安息帝國的阿爾薩息王朝分家入主了王國。在埃利邁斯的阿爾薩息王朝統治期間，其錢幣設計與先前的卡姆納斯基雷斯王朝相似，但銘文由單獨的希臘文改成希臘文與亞蘭文並存。埃利邁斯王國國祚一直持續到三世紀早期薩珊帝國入侵才滅亡，因為受限於史料缺乏，埃利邁斯王國諸王的名字、時間、順序等都不太確定，主要靠錢幣上的證據提供資訊，還有一些資訊是倖存的巴比倫和安息人文獻提供。

## 錢幣

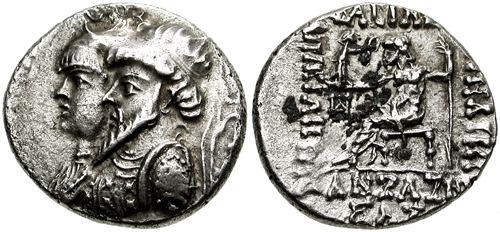
國王卡姆納斯基雷斯三世和王后安扎織的錢幣。

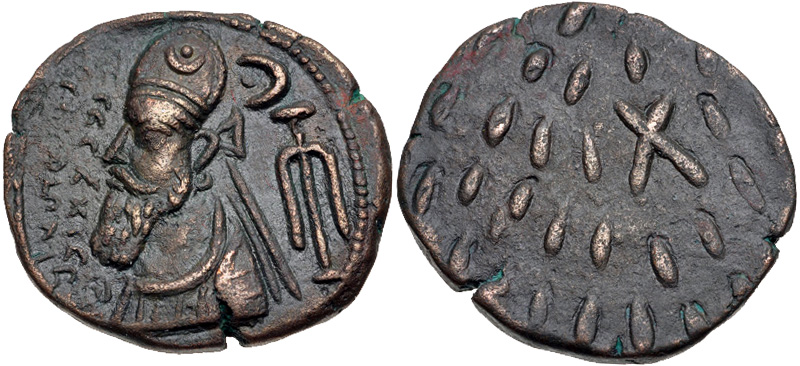
國王弗拉特斯的錢幣，二世紀中早期發行。

埃利邁斯王國錢幣設計上都有國王的肖像，但不清楚這位君主是埃利邁斯國王還是宗主國安息帝國國王，目前這謎團還未釐清。錢幣是依據古希臘幣制打制，主要發行幣額以四德拉克馬和一德拉克馬為主。錢幣正面上的國王肖像風格大體上是安息式，通常配有新月和星星的星月狀以及錨的圖案。錢幣背面圖形有的是女神阿提米絲的頭像或半身像，或是鷹等圖案。錢幣背面有的配有希臘文字，亦有一些背面是用長條條狀物來環佈，因為隨著晚期，希臘化影響衰退，現代錢幣學者認為當時的模板雕刻者已經不識希臘文，或者他們是拿模糊不清字體的錢幣模板來模仿，使一些錢幣上的字體無法解讀，變成為長條條狀物。

## 語言和文字
對於埃利邁斯人說什麼語言不是很確定，儘管埃利邁斯王國在建國前，在阿契美尼德帝國時期的250年間，古老的埃蘭語還在當地使用。然而在埃利邁斯當地也有發現一些使用亞蘭語的碑文，王國的錢幣上也使用希臘字母，但這並不代表埃利邁斯人實際上使用這些語言，如希臘文僅僅可能只用在錢幣上，當地實際上使用的語言可能還是古代的埃蘭語。從埃利邁斯王國統治者的名字上來看，不少屬於埃蘭語的詞源，如「卡姆納斯基雷斯」（Kamnaskires）、「匹地」（Pittit）、「安扎織」（Anzaze）等，許多位埃利邁斯國王都叫「卡姆納斯基雷斯」這個名字，該詞從埃蘭語「卡普尼斯基雷」（kapniškir）變體而來，意味著「財庫管理者」。聖經中的《使徒行傳》也為埃利邁斯人使用埃蘭語提供間接證據，該篇成書於一世紀晚期，內容提到埃利邁斯人使用一種獨特的語言。且一些證據顯示之後埃蘭語可能在當地繼續使用一段時期，最晚在十世紀的阿拉伯史料中，提到曾為埃蘭舊地的胡齊斯坦地區，當地使用一種「令人費解」的語言，被稱之為「胡齊語」（Khūzī），可能這是埃蘭語的晚期變體。
政治文書上，埃利邁斯王國使用古代亞蘭語的一種變體，它比同時期美索不達米亞東部流行的古代晚期亞蘭語更加保留古味，這種變體一直在埃利邁斯境內記錄和使用，直到薩珊帝國崛起為止。此外在書寫上，埃利邁斯書記的官署發展出自己的亞蘭字母變體，主要特色為字母草書化，且經常使用連字，顯然是受到同時期安息帝國官署的書記文字影響。儘管如此，並沒有證據顯示埃利邁斯人使用亞蘭語，亞蘭語僅僅在奧羅德斯三世以後的錢幣以及如堂-埃·薩爾瓦克考古遺址的碑文上使用。

## 埃利邁斯統治者列表

### 卡姆納斯基雷斯王朝 （約前147年–公元76年）
| 肖像 | 名字                             | 統治時間                        | 繼承和備註                                                     | 來源   |
| --- | -------------------------------- | ------------------------------- | -------------------------------------------------------------- | ------ |
| 卡姆納斯基雷斯一世「救主」 | 卡姆納斯基雷斯一世「救主」       | 约 前147年（？）                | 第一任埃利邁斯國王                                             | [ 9 ]  |
| | 卡姆納斯基雷斯二世「勝利擁有者」 | 約前147年–前139年               | 卡姆納斯基雷斯一世的繼承者                                     | [ 9 ]  |
| 因為埃利邁斯王國支援塞琉古帝國德米特里二世收復美索不達米亞和東方其他失土的計畫，安息帝國米特里達梯一世在前140/139年入侵埃利邁斯並占領它，在後面數十年安息直接或間接控制該地，期間有叛亂自立者或安息的傀儡在位，直到大約前82年才由卡姆納斯基雷斯三世和安扎織控制下重新取回王國自治權。 |                                  |                                 |                                                                |        |
| 俄孔那蓬斯「救主」 | 俄孔那蓬斯「救主」               | 約前139/138年–前137年           | 篡位/叛變自立者                                                | [ 20 ] |
| 提格賴昂 | 提格賴昂                         | 約前137年–前132年               | 篡位/叛變自立者                                                | [ 20 ] |
| | 大流士「救主」                   | 約前129年                       | 篡位/叛變自立者                                                | [ 22 ] |
| 匹地（Pittit） | 匹地（Pittit）                   | 前125年–前124年                 | 篡位/叛變自立者                                                | [ 21 ] |
| | 卡姆納斯基雷斯三世 與 安扎織     | 約前82年–前62/61年              | 重新建立自治政權，卡姆納斯基雷斯三世和他的王后安扎織一同共治。 | [ 24 ] |
| | 卡姆納斯基雷斯四世               | 前62/61年或前59/58年–前56/55年  | 卡姆納斯基雷斯三世和安扎織之子 （？）                          | [ 25 ] |
| | 卡姆納斯基雷斯五世               | 前54/53年–前33/32年             | 缺乏資訊                                                       | [ 9 ]  |
| | 卡姆納斯基雷斯六世               | 一世紀中晚期 （活躍於公元68年） | 統治時間顯著較長                                               | [ 27 ] |

### 阿爾薩息王朝 （約公元76年–公元221/222年）
| 肖像 | 名字                                   | 統治時間                              | 繼承和備註 | 來源   |
| ---- | -------------------------------------- | ------------------------------------- | --- | ------ |
|      | 奧羅德斯一世                           | 一世紀晚期                            | 埃利邁斯的阿爾薩息王朝第一位國王 | [ 28 ] |
|      | 奧羅德斯二世 (卡姆納斯基雷斯-奧羅德斯) | 一世紀晚期/二世紀早期                 | 奧羅德斯一世之子 | [ 30 ] |
|      | 弗拉特斯                               | 一世紀晚期/二世紀早期                 | 奧羅德斯一世或二世之子 | [ 30 ] |
|      | 奧斯羅埃斯                             | 二世紀                                | 弗拉特斯的繼承者，可能與安息帝國國王奧斯羅埃斯一世是同一位，或某一位埃利邁斯統治者複製了他的錢幣。                                                                                                | [ 31 ] |
|      | 奧羅德斯三世 與 烏爾璠（Ulfan）        | 二世紀 （活躍於公元138年）            | 奧羅德斯三世與一位名為烏爾璠的女性共治者一同出現，可能是他的王后。 | [ 32 ] |
|      | 艾巴-巴系（Abar-Basi）                 | 二世紀 （活躍於公元150年）            | 從堂-埃·薩爾瓦克考古遺址的碑文中有關他的存在與描述。 | [ 32 ] |
|      | 奧羅德斯四世                           | 二世紀/三世紀 （大約於165/170年登基） | 可能與堂-埃·薩爾瓦克碑文中描述的奧羅德斯是同一位，學者沃爾特·布魯諾·亨寧推測奧羅德斯四世是大祭司兼大維齊爾巴爾-度沙（Bel-Dusa）之子，可能在艾巴-巴系（Abar-Basi）死後，他父親立他為埃利邁斯國王。 | [ 32 ] |
|      | 瓦薩克                                 | 三世紀 （活躍於215年）                | 從蘇薩城的統治者浮雕中，顯示他可能從安息帝國阿爾達班四世手中獲得王權（？） | [ 29 ] |
|      | 奧羅德斯五世                           | 三世紀 （活躍於221/222年）            | 最後的埃利邁斯國王，在薩珊帝國崛起的記載中，他於221/222年被阿爾達希爾一世擊敗，之後埃利邁斯被併入薩珊帝國，王國滅亡                                                                               | [ 32 ] |

## 註腳
1. 1 2  Hansman, John F. . .   [2012-12-24]. （原始内容存档于2020-05-26）.
2. ↑  1 Maccabees 6:1–3: 新修訂標準版聖經
3. ↑  .   [2023-10-31]. （原始内容存档于2022-01-23）.
4. ↑  Rappaport, U., 47. 1 Maccabees in Barton, J. and Muddiman, J. (2001), The Oxford Bible Commentary 的存檔，存档日期2017-11-22., p. 719
5. ↑  Potts 1999，第375頁.
6. 1 2 3  Hansman 1998.
7. ↑  斯特拉波，《地理學》，16.1.18
8. 1 2 3 4  Rezakhani 2013，第772頁.
9. 1 2 3 4 5 6 7  Wiesehöfer 1996，第318頁.
10. ↑  Shayegan 2011，第117頁.
11. ↑  .   [2023-11-01]. （原始内容存档于2021-12-08）.
12. ↑  G. Cameron Persepolis Treasury Tablets (1948), and R. Hallock, Persepolis Fortification Tablets (1969). 參見波斯波利斯行政檔案泥板
13. ↑  Gzella, H. (2008) Aramaic in the Parthian Period: The Arsacid Inscriptions. In Gzella, H. & Folmer, M.L. (Eds.) Aramaic in its Historical and Linguistic Setting. Wiesbaden. P. 107-130
14. ↑  Tavernier 2018，第421頁.
15. ↑  Gzella, Holger; Folmer, M. L. . Otto Harrassowitz Verlag. 2008: 112. ISBN 978-3-447-05787-5 （英语）.
16. ↑  Šafiʿī, I. . The Oriental Studies. 30 December 2018, 2018 (82): 101–122. doi:10.15407/skhodoznavstvo2018.82.101 .
17. ↑  Rezakhani 2013，第771–772頁.
18. ↑  Shayegan 2011，第118頁.
19. ↑  Rezakhani 2013，第771頁.
20. 1 2  Shayegan 2011，第122頁; Wiesehöfer 1996，第318頁.
21. 1 2  Shayegan 2011，第122頁.
22. ↑  van't Haaff 2007，第6–7, 61頁.
23. ↑  Shayegan 2011，第325頁.
24. ↑  Shayegan 2011，第118, 325頁; Wiesehöfer 1996，第318頁; Rezakhani 2013，第772頁.
25. ↑  Shayegan 2011，第325頁; Wiesehöfer 1996，第318頁; Hill 1922，第clxxxvii頁.
26. ↑  Hill 1922，第clxxxix頁.
27. ↑  Rezakhani 2013，第772頁; Hill 1922，第clxxxix頁.
28. ↑  Wiesehöfer 1996，第318頁; Rezakhani 2013，第772頁.
29. 1 2  Rezakhani 2013，第773頁.
30. 1 2  Wiesehöfer 1996，第318頁; Rezakhani 2013，第773頁; Hill 1922，第cxci頁; Hansman 1998.
31. ↑  Wiesehöfer 1996，第318頁; Rezakhani 2013，第773頁; Hansman 1998.
32. 1 2 3 4  Rezakhani 2013，第773頁; Hansman 1998.